# ガープ

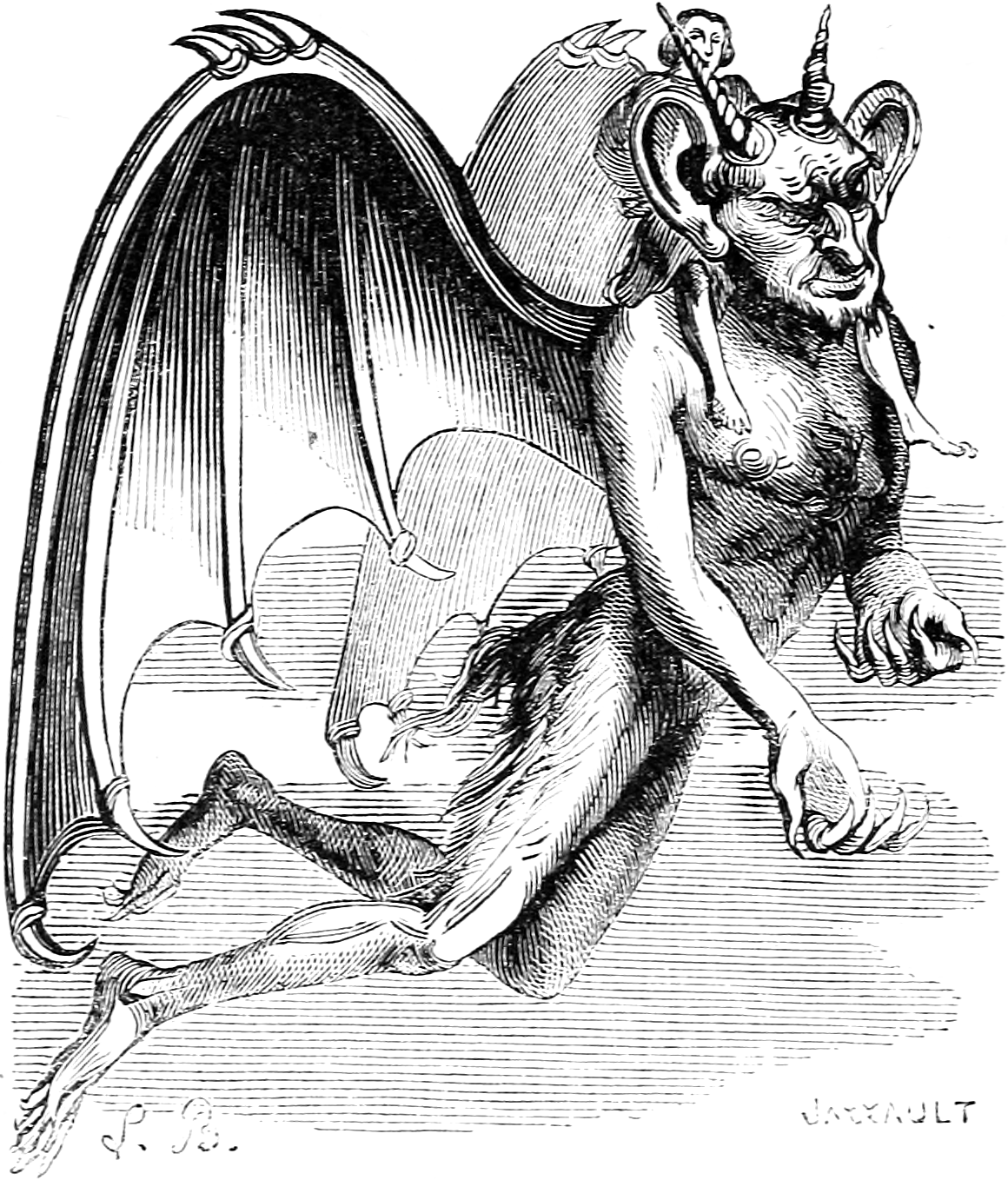
『地獄の辞典』のタプ(Tap)の項に描かれた挿絵

ガープ（Gaap、ガアプ）、またはタプ（Tap）は、悪魔学における悪魔の一人。

## 概要
『ゴエティア』によると、地獄の66の軍団を率いる序列33番の大総裁にして強大な君主。かつては能天使の所属であったとされる。
太陽が南方の星座の方角にある時に限り、四人の強大な王を従えて人間の姿で現れるとされる。人の意識を失わせたり無知な状態に陥らせる一方、逆に哲学や教養学の知識を与えることもできる。人同士の愛憎の感情をかき立てたり、彼の主であるアマイモンの支配下にある霊を浄化する方法を彼から教わることもできる。召喚者の希望で他の術者の支配下にある使い魔を奪い取ったり、過去・現在・未来についての出来事を正確に答え、また召喚者をある場所から別の場所へと瞬く間に移動させてくれる力も持つ。
コラン・ド・プランシーの『地獄の辞典』では頭部に角と背にコウモリの翼を持ったデーモンの姿で描かれ、この姿で知られる。